# Westfield (Indiana)
Westfield è una città degli Stati Uniti d'America, situata nello Stato dell'Indiana e in particolare nella Contea di Hamilton.